# نخلاوية
النخلاوية (الاسم العلمي: Phoeniceae) هي قبيلة وحيدة الجنس من النباتات تتبع فصيلة الفوفلية من الرتبة الفوفليات.

## أجناس
تضم جنس وحيد هو النخلة.